# بوشقوف
بوشقوف (به عربی: بوشقوف) یک شهرداری در الجزایر است که در استان قالمه واقع شده‌است.